# 施工

プレハブ建築の施工

施工（せこう、しこう、英語: construction）とは、設計図書（設計図、あるいは仕様図ともいう）に基づき、建築物並びに工作物を作り上げると同時に、所定の性能、仕様、意匠を作り上げることである。施行は誤記。
施工を管理すること、建設業における施工に関する管理（工程管理・安全管理・品質管理・原価管理など）の総称を施工管理と呼んでいる。
それを設計図書通りに施工が遂行されているか、第三者として監理するものを設計監理者という。
外注総額3000万円以上となる工事の施工を設計図書通りに遂行するよう、実際に現場で監理するものを監理技術者といい、一級施工管理技士等の資格を有する必要がある。